# 大学審議会
大学審議会（だいがくしんぎかい）は、かつて日本国の文部省に設置されていた審議会である。
臨時教育審議会（1984年（昭和59年）設置）の答申を受けて、学校教育法（第69条の3）に基づく文部大臣の諮問機関として1987年（昭和62年）9月に設置された。
日本の高等教育の基本的な在り方を審議することを主たる目的としており、また、必要と認めるときには文部大臣に対して勧告する権限が与えられていた。2001年（平成13年）1月の省庁再編に伴って中央教育審議会大学分科会に再編された。